# Rawalakot
Rawalakot (in urdu راولا کوٹ) è una città del Pakistan, situata nella provincia dell'Azad Kashmir.